# Исламская партия труда Египта
Исламская партия труда Египта (араб. حزب العمل الإسلامي‎: Ḥizb al-ʿamal al-islāmī al-Masri), ранее Социалистическая партия труда (араб. حزب العمل الإشتراكي‎: Ḥizb al-ʿamal al-iڑtirākī) — одна из умеренных исламистских политических партий Египта.
Деятельность партии была приостановлена, но позже она была восстановлена и присоединилась к Демократическому союзу за Египет во время парламентских выборов 2011—2012 годов, завоевав одно место в Народном собрании Египта.

## История и идеология
Партия была создана 9 сентября 1978 года Ибрагимом Шукри, который возглавлял её до своей смерти в 2008 году. Состояла преимущественно из представителей либерально настроенной интеллигенции, мелкой и средней буржуазии. Партия является преемником движения «Молодой Египет» (Маср Аль Фаттах; на определённых этапах носившего название Националистической исламской и Социалистической партии Египта), которое было основано Ахмадом Хусейном в 1933 году и во многом ориентировалось на фашистские силы и нацистскую Германию.
Первоначально была социалистической партией, критиковавшей многие аспекты режима президента Анвара Садата, включая антидемократические меры и соглашение с Израилем. С 1986 года партия претерпела серьезные идеологические изменения, превратившись в исламистскую силу. В 1987 году партия образовала альянс под названием Тахалуф («Исламский альянс») с «Братьями-мусульманами» и Либеральной-социалистической партией. Трансформация партии нашла отображение на пятой партийной конференции 1989 г., носившей название «Реформы с исламской точки зрения».
Печатный орган — «Аль Шааб» («Аш-Шааб», «Народ»), редактором которого в 1985—1993 годах был Адель Хусейн, бывший коммунист, ставший сторонником сочетания антиимпериализма с политическим исламом. Затем он был избран генеральным секретарём партии, а редактором партийной газеты стал его племянник, профессор Махди Ахмед Хусейн.
Платформа партии предлагает:
- Создание экономической системы, основанной на исламском шариате.
- Защита национальной промышленности.
- Равное распределение инвестиций между египетскими провинциями.
- Достижение единства между Египтом, Суданом и Ливией.
- Освобождение оккупированных палестинских земель.
- Развитие связей с развивающимися странами[4].

## Электоральная политика
На первых своих парламентских выборах 1979 года Социалистическая партия труда заняла второе место после правящей Национально-демократической партии и располагала 34 депутатскими мандатами.
Эта и несколько других оппозиционных партий бойкотировали парламентские выборы 1990 года из-за поправки к Закону о выборах 1972 года, запрещающей единые списки (хотя ряд её представителей были избраны как независимые кандидатов) — Социалистическая партия труда тогда пыталась объединиться с «Братьями-мусульманами» в надежде изменить взгляды тех на ислам в более левом направлении. Хотя этот план провалился, когда в 2000 году «Братья-мусульмане» были объявлены вне закона, однако две силы по-прежнему остаются союзниками.

## Преследования партии
Партия решительно выступала против Анвара Садата и Хосни Мубарака — как на страницах своей газеты, так и посредством постоянных протестов; это привело к аресту большинства руководителей партии и упадку партии в 1980-х годах.
20 мая 2000 года Египетский комитет по делам политических партий (орган, ответственный за санкционирование создания партий в Египте) принял решение приостановить деятельность Исламской партии труда и приостановить выпуск газеты «Аль Шааб». Комитет сослался на статью 17 закона о политических партиях, которая позволяет ему приостанавливать деятельность партии, если действия партии противоречат высшим интересам страны. Комитет объяснил своё решение расколом внутри партии: одну группу возглавлял член исполнительного комитета Хамди Ахмад, а другую — Ахмад Идрис. Комитет в своем решении сослался на официальную жалобу, поданную этими членами, относительно выбора нового председателя партии; двое членов партии также попросили приостановить публикацию газеты и заморозить банковский счет партии. Председатель партии Ибрагим Шукри назвал эти требования незаконными.

## Текущее состояние
Исламская партия труда раскололась в июне 2011 года, когда некоторые из лидеров партии создали Партию арабского объединения.
После государственного переворота в Египте в 2013 году партия стала частью Альянса по борьбе с переворотом.
Египетская исламская партия труда — одна из одиннадцати исламских партий, против которых в ноябре 2014 года был возбужден судебный иск, когда организация под названием «Народный фронт за противодействие захвату Египта „Братьями-мусульманами“» пыталась распустить все политические партии, созданные «на религиозной основе». Однако 26 ноября 2014 года Александрийский суд по неотложным делам постановил, что он не обладает должной юрисдикцией.